# Liudvika Pociūnienė
Liudvika Pociūnienė (geb. Vildžiūnaitė; * 1958 in Vilnius) ist eine litauische Journalistin und konservative Politikerin, seit 2020 Mitglied des Seimas.

## Leben
Nach dem Abitur 1976 an der 31. Mittelschule in Tuskulėnai absolvierte Liudvika Vildžiūnaitė 1982 das Diplomstudium der litauischen Philologie an der Fakultät für Philologie der Vilniaus universitetas in der litauischen Hauptstadt Vilnius. Ab 1988 war sie Mitarbeiterin von „Sąjūdžio žinios“, bis 1992 Kommentatorin beim Radiosender „Radiocentras“. Von 1992 bis 1996 arbeitete sie als stellvertretende Chefredakteurin der Tageszeitung Lietuvos aidas und von 1996 bis 1997 als Komoderatorin mit Rimvydas Valatka der Sendung  Detektorius beim Fernsehen TV3. Ab 1997 leitete sie als Direktorin die Abteilung der Nachrichten bei Lietuvos televizija.
Liudvika Pociūnienė wurde in der Liste der konservativen Partei Tėvynės sąjunga – Lietuvos krikščionys demokratai in den Seimas ausgewählt. Sie ist Mitglied des Kulturausschusses.

## Familie
Ihr Vater Vladas Vildžiūnas (1932–2013) war Bildhauer und Fotograf. Ihre Mutter ist die Grafikerin Marija Ladigaitė-Vildžiūnienė (* 1931), Tochter des Generalleutnants Kazys Ladyga (1894–1941) und der Journalistin Stefanija Paliulytė-Ladygienė (1901–1967), der Chefredakteurin des ersten litauischen Frauenmagazins.
Liudvika Pociūnienė ist Witwe. Ihr Mann Vytautas Pociūnas (1957–2006) war Oberst beim Departement für Staatssicherheit der Republik Litauen (VSD).